# Яковлев, Роман Николаевич
Роман Николаевич Яковлев (укр. Роман Миколайович Яковлєв; род. 13 августа 1976, Харьков) — украинский и российский волейболист, диагональный нападающий, заслуженный мастер спорта России; волейбольный тренер.

## Биография
Роман Яковлев начинал заниматься волейболом в возрасте 9 лет в харьковской спортшколе под руководством тренера Любови Михайловны Коренко. В 1992 году дебютировал в харьковском «Локомотиве» в высшей лиге чемпионата Украины. В том же году поступил в Харьковскую юридическую академию. В 1994-м в составе «Локомотива» выиграл золотую медаль чемпионата Украины, а в следующем сезоне, выступая за фарм-команду «Локомотива», «Юракадемию», стал победителем первой украинской лиги.
В том же 1995 году из-за разногласий с тренером был отчислен из «Юракадемии», сомневался в целесообразности дальнейших занятий волейболом, но вскоре вместе с целой группой новичков был приглашён Геннадием Шипулиным в «Белогорье». Яковлев получил российское гражданство, перевёлся на юридический факультет педагогического университета.
В составе «Белогорья-Динамо» Роман Яковлев дважды, в 1997 и 1998 годах, становился чемпионом России. 15 мая 1998 года в Липецке он провёл первый официальный матч за сборную России, в котором она в рамках Мировой лиги играла с командой Польши и уступила со счётом 2:3. В целом же дебютный для Яковлева (и Шипулина в качестве главного тренера сборной) турнир сложился успешно — российская команда заняла 2-е место, а Яковлев был признан лучшим подающим «Финала четырёх». В ноябре 1998 года принимал участие на чемпионате мира в Японии.
В сезоне-1998/99 Роман Яковлев стал самым результативным игроком российского чемпионата. Очередной розыгрыш Мировой лиги он провёл неубедительно и в июле 1999 года был отчислен из сборной. Спортсмен не был вызван на сбор перед чемпионатом Европы, не ездил на серию товарищеских матчей в Финляндию, тренировался в клубе. Через пару месяцев тренеры всё-таки сменили гнев на милость, вернув Яковлева в сборную.
К решающим матчам чемпионата Европы в Вене, завершившегося серебряным успехом сборной, он отвоевал место в стартовом составе у Александра Герасимова, а последний старт сезона — Кубок мира в Японии — и вовсе стал бенефисом Романа Яковлева. В среднем за матч он набирал по 20 очков; в предпоследний день турнира в игре с хозяевами соревнования, продолжавшейся всего три партии, принёс своей команде 30 очков. С выигрышем у японцев Россия стала обладателем Кубка мира, Роман Яковлев был удостоен призов лучшему нападающему и самому ценному игроку турнира.
Осенью 1999 года Яковлев начал выступления в чемпионате Италии. Его первым клубом на Апеннинах был аутсайдер серии A1 «Форли». Вся игра этой команды строилась через российского диагонального, и неслучайно именно он в итоге стал самым результативным игроком итальянской лиги и был признан лучшим игроком чемпионата по версии La Gazzetta dello Sport. В 2000 году в составе сборной России Роман Яковлев завоевал серебряную медаль Олимпийских игр в Сиднее, попутно установив российский рекорд по скорости полёта мяча на подаче, составившей 125 км/час.
Осенью 2000 года Яковлев уже был игроком именитой «Модены», в которой также выступал россиянин Алексей Казаков. В октябре вместе с партнёром по сборной России и игроком «Пармы» Сергеем Тетюхиным попал в автокатастрофу, на восстановление после аварии ушло около трёх месяцев.
В сезоне 2001/02 годов Роман Яковлев выиграл титул чемпиона Италии и установил рекорд сезона по результативности, набрав в одном из матчей за «Модену» 41 очко. В составе «Модены» также был финалистом Лиги чемпионов и обладателем Кубка Европейской конфедерации волейбола.
В составе сборной России Роман Яковлев беспрерывно выступал до 2002 года, выиграл бронзу на чемпионате Европы-2001 в Остраве, а в 2002 году стал победителем Мировой лиги и серебряным призёром чемпионата мира. В 2003 году привлекался в сборную для участия на европейском первенстве в Германии, где она заняла третье место.
В 2004 году вернулся в Россию, выступал за одинцовскую «Искру», затем провёл три сезона в составе новоуренгойского «Факела», в 2007 году завоевал с этим клубом Кубок Европейской конфедерации волейбола. В сезоне-2008/09 играл в высшей лиге «А» за «Динамо-Янтарь», после чего перешёл в московское «Динамо». Во многом благодаря Яковлеву, заслужившему своей игрой место в стартовом составе динамовцев, столичный клуб, неуверенно входивший в сезон, в итоге стал бронзовым призёром Суперлиги и добрался до финала Лиги чемпионов.
Летом 2011 года Роман Яковлев перешёл из московского «Динамо» в краснодарское и в новой команде был выбран капитаном. В октябре того же года впервые после чемпионата Европы-2003 получил вызов в сборную России, вошёл в заявку на Кубок мира и во второй раз за карьеру стал победителем этого турнира. В общей сложности провёл 142 матча за сборную России, набрал 1655 очков и 487 отыгранных подач.
В мае 2012 года Роман Яковлев подписал контракт с одинцовской «Искрой», с января 2013 года на правах аренды снова выступал за краснодарское «Динамо», а по окончании сезона-2012/13 перешёл в казанский «Зенит», с которым стал чемпионом России, завоевав этот титул в третий раз за карьеру и спустя 16 лет после предыдущей победы. В августе 2014 года подписал контракт с «Уралом» на один сезон, но спустя четыре месяца покинул уфимскую команду и завершал сезон в составе «Новы», которой помог завоевать путёвку в Суперлигу.
В мае 2015 года Роман Яковлев объявил о завершении карьеры игрока и принял предложение перейти на должность старшего тренера в московское «Динамо». С 2017 года работал селекционером клуба. В феврале 2018 года вошёл в тренерский штаб новоуренгойского «Факела».

## Достижения

### Со сборной России
- Серебряный призёр XXVII Олимпийских игр в Сиднее (2000).
- Серебряный призёр чемпионата мира (2002).
- Серебряный призёр чемпионата Европы (1999), бронзовый призёр чемпионатов Европы (2001, 2003).
- 2-кратный обладатель Кубка мира (1999, 2011).
- Победитель Мировой лиги (2002), серебряный (1998, 2000) и бронзовый (2001) призёр Мировой лиги.

### С клубами
- 3-кратный чемпион России (1996/97, 1997/98, 2013/14), серебряный (1995/96, 1998/99, 2010/11) и бронзовый (2009/10) призёр чемпионата России.
- 4-кратный обладатель Кубка России (1995, 1996, 1997, 1998), обладатель Кубка Сибири и Дальнего Востока (2006, 2007) и Суперкубка России (2009).
- Финалист (2006, 2010) и бронзовый призёр (2004, 2009, 2013) Кубка России.
- Чемпион Украины (1993/94).
- Чемпион Италии (2001/02).
- Финалист Лиги чемпионов (2002/03, 2009/10), бронзовый призёр (2010/11).
- 2-кратный победитель Кубка Европейской конфедерации волейбола (2003/04, 2006/07).

### Личные
- Лучший подающий Мировой лиги (1998).
- MVP и лучший нападающий Кубка мира (1999).
- Самый результативный игрок чемпионата России (1998/99).
- Самый результативный игрок чемпионата Италии, обладатель приза La Gazzetta dello Sport лучшему игроку чемпионата Италии (1999/00).
- Участник Матчей звёзд России (2010, 2011, 2012, февраль 2014).

### В тренерской карьере
В должности главного тренера
- Финалист Кубка России (2022).

## Награды и звания
- Заслуженный мастер спорта России (1999).
- Орден Дружбы (19 апреля 2001) — за большой вклад в развитие физической культуры и спорта, высокие спортивные достижения на Играх XXVII Олимпиады 2000 года в Сиднее[17].

## Семья
Старший сын Романа Яковлева Евгений (1996 г. р.) — хоккеист, выступал в Канадской хоккейной лиге. Младший сын, Дмитрий (1998 г. р.) — волейболист, диагональный красноярского «Енисея», выступал за юниорскую и молодёжную сборные России.